# Скрепер

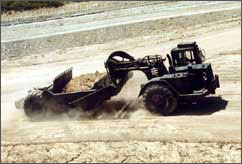
Військовий скрепер.

Скре́пер (англ. scraper < to scrape — «скребти») — самохідна землерийно-транспортна машина циклічної дії з підйомно-поворотним ковшем, призначена для черпання, переміщення і вивантаження ґрунту (гірничої маси). На відкритих гірничих і земляних роботах виконує пошарове черпання.
Окрім того, скреперами називаються ковшові і совкові пристрої, призначені для зачерпування і волочіння насипного матеріалу. Їхня конструкція забезпечує повне і швидке завантаження при мінімальній витраті енергії. Вони мають високу міцність, довговічність, малу масу, відрізняються простотою будови і виготовлення.

## Робочий орган
Скрепер — робочий орган канатно-скреперних установок — ківш без дна чи скребок гребкового (для крупних шматків), ящикового (для дрібних шматків) або совкового (при закладальних роботах) типу. Використовується для скреперної доставки гірничої маси (продуктивність 150—400 т/зміну).

### Різновиди

Скрепер

- Гребкові скрепери (рис. 1 а) складаються із задньої стінки 1, бічних тяг 2, башмака 3 і двох серг для скріплення головного і хвостового канатів. На поверхні використовують гребкові скрепери місткістю 1…6 м³ з власною масою 570…2 400 кг.
- Ящикові скрепери (рис. 1 б) аналогічні гребковим, але додатково мають дві бічні стінки 4, що забезпечує менші втрати вантажу при його переміщенні.
- Двосторонні скрепери (рис. 1 в) застосовують головним чином у тих випадках, коли гірничу масу необхідно розпушити перед транспортуванням. Розгрібають її робочою кромкою, обладнаною зубами 5, а пересувають гладким боком, попередньо повернувши скрепер на 180°.

У багатоковшових шарнірно-складаних скреперах (рис. 1 а) передбачений шарнірний зв'язок секцій 7 з основною рамою 6. Це робить їх гнучкими на нерівностях шляху, внаслідок чого зменшується просипання вантажу. Місткість таких скреперів становить 0,6…2 м³, а власна маса — 750…2000 кг.
Совковими скреперами переміщують дрібно- або середньокускову породу, їхня місткість — 0,25…1,0 м³, власна маса — 400…1880 кг. Захват вантажу нижній.
- Скрепери з інтенсифікаторами - це машини в яких застосовують додаткове робоче обладнання для підвищення продуктивності основної машини. В якості інтенсифікаторів можуть застосовувати стрічкові механізми або шнекові інтенсифікатори[1].

Надійність роботи і строк служби скреперів залежать від особливостей виготовлення. Так, литі конструкції порівняно із зварними мають підвищену надійність, високу зачерпну здатність і у 2…2,5 рази більший строк експлуатації.

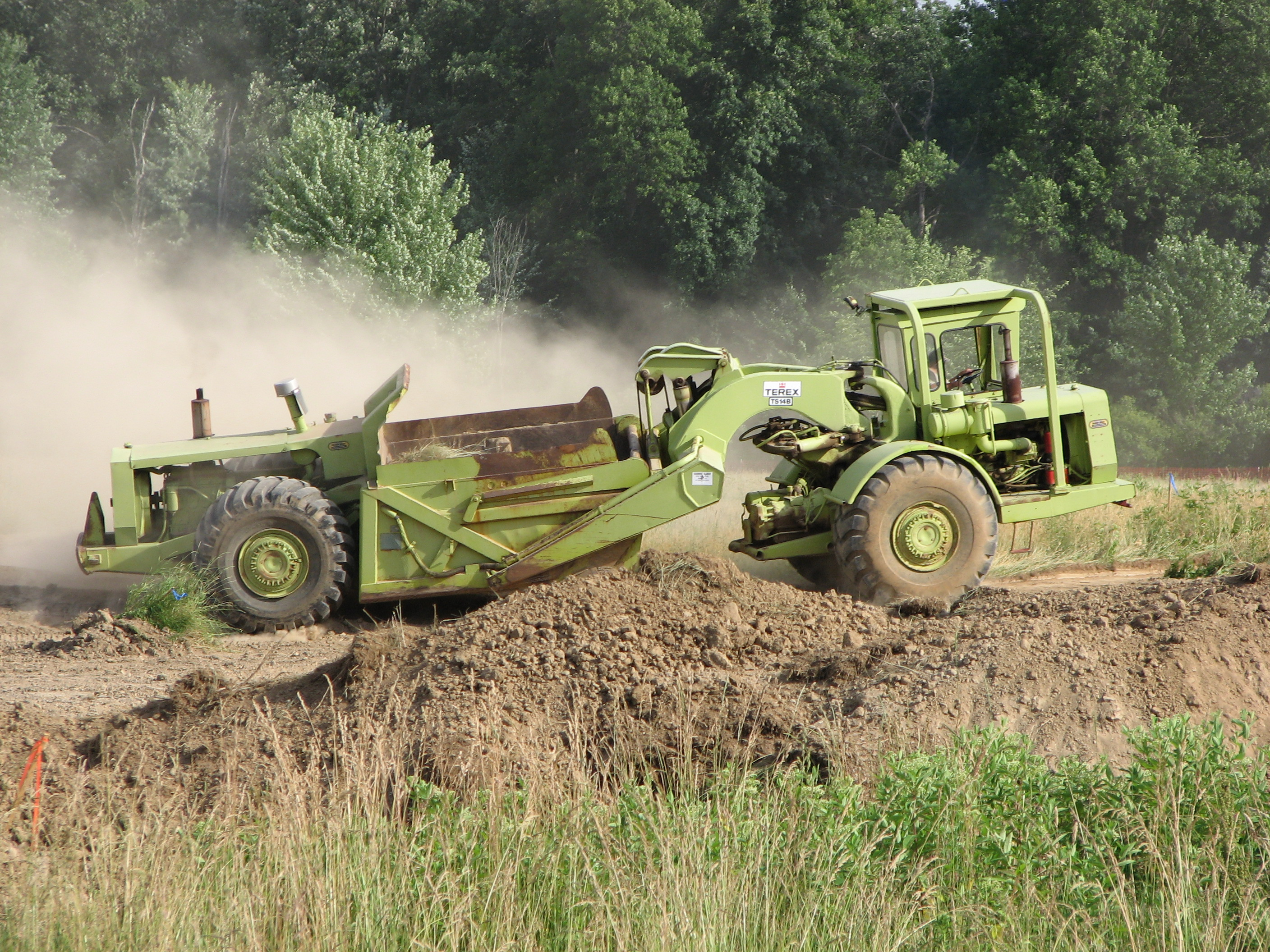
Скрепер колісний